# Pomarea whitneyi
Pomarea whitneyi là một loài chim trong họ Monarchidae.